# Evert Åhs
Evert Sixten Åhs, född 21 juli 1908 i Blyberg, Älvdalen, död 2 mars 1971, var en svensk spelman och hembygdsforskare. Han var son till läraren, spelmannen och hembygdsforskaren Lars Åhs (1872–1930), och kanske mest känd som förmedlare av låten Farmors brudpolska, som det sägs att Gyris Anders Andersson spelade på Everts farmors och farfars bröllop.

Evert Åhs hade 10 bröder som alla spelade, men han sägs vara den som spelade mest likt sin far. I tjugoårsåldern utbildade han sig till plåtslagare i Uppsala, och startade egen plåtslagerifirma i Älvdalen 1934. Samtidigt utforskade han Älvdalens kulturminnen, och 1946 blev han ordförande i Elfdalens Hembygdsförening. 1954 lade han ner plåtverkstaden för en halvtidsanställning som intendent vid hembygdsmuseet Rots Skans. Han författade ett flertal uppsatser i hembygdsföreningens årsskrift Skansvakten om olika kulturhistoriska ämnen mellan 1947 och 1954. Han blev också en viktig kontaktperson för hembygdsforskare och radioproducenten Matts Arnberg gjorde flera program för både radio och TV med honom. Själv spelade han också in spelmän, sångare och dialekt-talare i Älvdalen för hembygdsföreningens räkning. En viktig historik blev kapitlet Folklig musik och spelmän i bokserien om Älvdalens historia.
1935 erövrade han Zornmärket i silver och blev riksspelman, och 1956 erhöll han Zornmärket i guld. Han har dessutom tilldelats Gås Anders-medaljen. När Dalarnas spelmansförbund bildades 1943 kom han med i styrelsen.
Från ungdomstiden i Blyberg hade Evert kontakt med de äldre spelmännen Lars Orre, Gereon Fält och Tolv Manne (Elg Emanuel Andersson), genom sin fars släktskap med dessa. Därigenom fick han tillgång till repertoaren efter Gyris Anders Andersson. Han spelade också ofta med Ekor Anders Andersson, Johan Pettersson och Lass-pojkarna i Evertsberg.
Evert hade ett mustigt och kraftfullt fiolspel, med dubbelgrepp och medljudande strängar, och ett högt tempo. Han var även en skicklig spelman på spilåpipa, och förvaltade där en tradition efter Sväs Anders Ersson i Evertsberg. Som sångare hade han många visor efter kolaren Erik Eng. Till allt detta var han en god talare som gärna underhöll publiken med historier mellan låtarna.

## Diskografi
- 1954 – 4 låtar på fiol, insp. 1950. Radiotjänst RA 184
- 1954 – 5 låtar på spilåpipa, insp. 1951. Radiotjänst RA 185
- 1966 – Locklåtar och musik på horn och pipa . Återutg. av 2 låtar från RA 185 samt en outgiven låt. SR Records RELP 5017
- 1984 – Låtar från Älvdalen. Återutg av RA 184 samt 7 outgivna låtar, insp. 1963. SR Records SRLP 1407
- 1993 – Föregångare . 2 visor insp. 1964 av EÅ själv. MNW CD 240-241-242
- 1995 – Låtar från Orsa och Älvdalen . Återutg. av SRLP 1407. Caprice CAP 21476
- 1995 – Lockrop och vallåtar. Återutg. av RELP 5017. Caprice CAP 21483

Allt som allt har endast 19 låtar (11 på fiol, 6 på spilåpipa, 2 med sång) getts ut på fonogram, ett flertal gånger.